# Jack Nitzsche
Bernard Alfred Nitzsche, detto Jack (Chicago, 22 aprile 1937 – Los Angeles, 25 agosto 2000), è stato un compositore statunitense di colonne sonore cinematografiche.
Ricordato soprattutto per aver composto la colonna sonora di Qualcuno volò sul nido del cuculo e L'esorcista, ha anche collaborato a diversi LP del cantautore statunitense Neil Young (al piano elettrico, tastiere, voce) e all'incisione in studio di molti brani dei Rolling Stones; ha inoltre collaborato con la moglie, la cantautrice Buffy Sainte-Marie, con cui ha scritto la canzone Up Where We Belong, resa celebre dal film Ufficiale e gentiluomo nell'interpretazione di Joe Cocker e Jennifer Warnes) che vinse un Academy Award nel 1983 come migliore canzone dell'anno.

## Filmografia parziale
- Village of the Giants, regia di Bert I. Gordon (1965)
- Sadismo (Performance), regia di Donald Cammell (1970)
- L'esorcista (The Exorcist), regia di William Friedkin (1973)
- Qualcuno volò sul nido del cuculo (One Flew Over the Cuckoo's Nest), regia di Miloš Forman (1975)
- Heroes, regia di Jeremy Kagan (1977)
- Tuta blu (Blue Collar), regia di Paul Schrader (1978)
- Hardcore, regia di Paul Schrader (1979)
- Cruising, regia di William Friedkin (1980)
- Alla maniera di Cutter, regia di Ivan Passer (1981)
- Ufficiale e gentiluomo (An Officer and a Gentleman), regia di Taylor Hackford (1982)
- Il filo del rasoio (The Razor's Edge), regia di John Byrum (1984)
- Starman, regia di John Carpenter (1984)
- Stand by Me - Ricordo di un'estate (Stand by Me), regia di Rob Reiner (1986)
- 9 settimane e ½ (9½ Weeks), regia di Adrian Lyne (1986)
- Vendetta trasversale (Next of Kin), regia di John Irvin (1989)
- Revenge - Vendetta (Revenge), regia di Tony Scott (1990)
- The Hot Spot - Il posto caldo (The Hot Spot), regia di Dennis Hopper (1990)
- Sirene (Mermaids), regia di Richard Benjamin (1990)
- Lupo solitario (The Indian Runner), regia di Sean Penn (1991)
- Blue Sky, regia di Tony Richardson (1994)
- 3 giorni per la verità (The Crossing Guard), regia di Sean Penn (1995)
- Grindhouse - A prova di morte (Death Proof), regia di Quentin Tarantino (2007)

## Premi Oscar Miglior Colonna Sonora

### Nomination
- Qualcuno volò sul nido del cuculo (1975)
- Ufficiale e gentiluomo (1983)

## Premi Oscar Miglior Canzone

### Vittorie
- Ufficiale e gentiluomo (1983)